# Martina Favaretto
Martina Favaretto (Camposampiero, 15 novembre 2001) è una schermitrice italiana, specializzata nel fioretto.
È vincitrice di una medaglia d'argento alle Olimpiadi del 2024 nel fioretto a squadre oltre che di due ori a squadre e di due bronzi individuali ai Campionati Mondiali, un argento individuale e due ori a squadre nei Campionati europei e di un oro nei Giochi Europei.
Parallelamente alla carriera agonistica prosegue gli studi in Giurisprudenza come studentessa dell'Università degli Studi di Padova.

## Carriera

### Carriera giovanile
Si appassiona alla scherma grazie alla vittoria di Matteo Tagliariol alle Olimpiadi di Pechino iniziando quindi a soli 7 anni con l'Antoniana Scherma, allenata da Mauro Numa da quando ha 13 anni.
Si mette subito in mostra fin da giovanissima: infatti nel Gran Premio Giovanissimi raggiunge, nel fioretto nel 2012, la 34ª posizione nella categoria bambine; l'anno successivo arriva 55ª nella categoria giovanissime per poi vincere, nel 2014 e nel 2015, la medaglia d'oro sia nella categoria ragazze che in quella allieve.
Nel 2016 inizia a partecipare ai campionati italiani sia cadetti che giovani svolti ad Acireale raggiungendo il 17eseimo posto nei cadetti e il sesto nei giovani e vince la medaglia di bronzo nel campionato europeo cadetto del 2016 svoltosi a Novi Sad. 

### 2017
L'anno successivo, il 2017, è l'anno in cui Martina inizia a vincere in pedana, con costanza, anche fuori dalla penisola; partecipa infatti ai Campionati mondiali cadetti di scherma a Plovdiv raggiungendo la sesta posizione individuale. Partecipa anche all'Europeo cadetto, svoltosi nella medesima cittadina, di scherma vincendo la medaglia d'argento in singolare, sconfitta dalla sua compagna Marta Ricci, e quella d'oro nella competizione a squadre. Arriva poi la tappa ai Campionati del mediterraneo a Marsiglia in cui partecipa sia alla competizione dei cadetti che in quella dei giovani vincendo, rispettivamente, la medaglia d'oro battendo in finale Venissia Thepaut e quella d'argento perdendo in finale contro Camilla Rossi. Per quanto riguarda le competizioni nazionali Martina partecipa in ogni categoria vincendo, per quanto riguarda i cadetti la medaglia d'argento a Cagliari; per i giovani, sempre a Cagliari, arriva in sesta posizione mentre, per gli assoluti, arriva 12ª per la competizione individuale e quinta in quella a squadre. Per quanto riguarda la coppa del mondo giovani Martina si posiziona 111ª.

### 2018
Il 2018 è la stagione che conferma il talento di Martina, la sua breakout season. Per quanto riguarda le competizioni internazionali partecipa ai campionati mondiali sia cadetti che giovani: nella prima vince la medaglia di argento perdendo in finale contro la giapponese Yuka Ueno mentre, nei giovani, vince il bronzo individuale e arriva quarta nella competizione a squadre; entrambe svoltesi a Verona. Nei campionati europei partecipa, nuovamente, a entrambe le categorie precedenti raggiungendo, nei cadetti, il bronzo individuale e l'oro a squadre conquistato insieme a Eleonora Berno, Lucia Tortelotti e Claudia Memoli; nei giovani la medaglia d'oro nell'individuale battendo Leonie Ebert mentre, nella competizione a squadre, raggiunge l'argento insieme a Marta Ricci, Serena Rossini ed Elena Tangherlini perdendo in finale contro la Germania. Partecipa inoltre ai Giochi olimpici giovanili a Buenos Aires dove raggiunge la medaglia d'argento perdendo contro Yuka Ueno mentre nella competizione a squadre miste vince la medaglia d'oro. Nelle competizioni nazionali partecipa a ogni singola categoria: nella cadetti vince l'oro individuale a Verona; stesso risultato che ottiene nella competizione giovani svoltasi sempre a Verona; per quanto riguarda gli assoluti riesce a raggiungere la medaglia di bronzo a soli 17 anni. Per quanto riguarda la Coppa Del Mondo Giovani finisce l'anno in prima posizione grazie anche alle vittorie nelle tappe di Londra, Bochum e al secondo posto a Zagabria. Partecipa inoltre a una tappa della Coppa Del Mondo senior arrivando ottava nella storica tappa di Torino. 

### 2019
Martina continua la sua crescita: nel campionato mondiale giovanile, svolto a Toruń, la veneta vince la medaglia d'argento a causa della sconfitta in finale da parte di Lauren Scruggs. Per quanto riguarda i campionati europei juniores, svolti a Foggia, vince la medaglia di bronzo nel singolare e quella d'oro nella competizione a squadre insieme a: Marta Ricci, Serena Puglia e Serena Rossini. Nei campionati italiani assoluti raggiunge medaglia d'argento vinta nel fioretto a squadre. Inoltre, in Coppa del Mondo raggiunge l'ottava posizione nella tappa di Algeri. Nella competizione a squadre, della Coppa Del Mondo, raggiunge la medaglia di bronzo alla tappa di Algeri terminando l'anno come terza miglior squadra.

### 2020
Complice la pandemia di COVID-19 il 2020 è stato un anno scarno in cui comunque Martina si è tolta la soddisfazione di vincere, ai Campionati europei juniores svolti a Parenzo, la medaglia d'oro nel singolare e quella d'argento nella competizione a squadre. 

### 2021
Nel 2021 Martina conquista medaglie solo a livello nazionale vincendo: la medaglia d'oro in singolare nel campionato italiano giovani di Riccione; la medaglia di bronzo nel campionato italiano assoluti, in singolare,  oltre che la conquista di due ulteriori medaglie d'argento nelle competizioni a squadre sia nel fioretto che nella sciabola. 

### 2022
Nel 2022 complice la piena ripresa post-pandemia i risultati iniziano a fiorire infatti, nel Campionato Mondiale di Il Cairo, arriva 22ª nella competizione individuale ma, nella competizione a squadre il 22 luglio, vince la medaglia d'oro battendo gli Stati Uniti d'America con un punteggio di 45-27 assieme ad Arianna Errigo, Francesca Palumbo e Alice Volpi. Stessa sorte nei Campionato Europei di Adalia dove, il 20 giugno, arriva decima nell'individuale e vince la medaglia d'oro a squadre con lo stesso quartetto contro la Francia per 45-25. Nella penisola arriva nona nell'individuale ma vince l'oro a squadre nei Campionati Italiani Assoluti. Fa anche un ottimo balzo nella Coppa Del Mondo dove arriva 16ª raggiungendo il suo primo podio, una medaglia di bronzo, a Poznań il 14 gennaio. Per quanto riguarda la competizione a squadre della Coppa Del Mondo vincono due tappe, a Saint-Maur-des-Fossés e a Tauberbischofsheim, oltre che un'ulteriore medaglia d'argento e una di bronzo che permettono alla compagine italiana di arrivare in prima posizione alla CdM a fine anno.

### 2023
Il 16 giugno 2023 ha vinto la medaglia d'argento agli Europei di Plovdiv, dovendosi arrendere in finale ad un infortunio e lasciando l'oro alla connazionale Martina Batini; ai III Giochi europei di pochi giorni dopo vince l'oro a squadre battendo in finale Francia per 45 a 40. Il 26 luglio raggiunge la semifinale dei Mondiali di Milano, dove però viene battuta per 15 a 10 da Arianna Errigo dovendosi accontentare del bronzo. Tre giorni dopo vince l'oro a squadre insieme a Volpi, Errigo e Palumbo battendo in finale la Francia per 45 a 39. Nella Coppa del Mondo arriva in quarta posizione vincendo anche le sue prime due tappe a Il Cairo e a Tbilisi. Per quanto riguarda la competizione a squadre della Coppa Del Mondo vincono tre tappe, a Belgrado, Parigi e Il Cairo oltre che due argenti che permettono alla compagine italiana di raggiungere la prima posizione per il secondo anno di fila.

### 2024
Il 23 giugno 2024 vince il secondo oro consecutivo a squadre agli europei di Basilea insieme a Errigo, Volpi e Palumbo battendo in finale la Polonia per 45 a 27. Nel luglio del 2024 partecipa ai Giochi olimpici di Parigi 2024, nelle quali viene eliminata ai quarti di finale dalla canadese Eleanor Harvey con il risultato di 14-15. Il 1º Agosto 2024 vince la medaglia d'Argento ai Giochi olimpici di Parigi 2024 nella gara del Fioretto a squadre insieme alle fiorettiste Alice Volpi, Arianna Errigo e Francesca Palumbo dopo aver perso in Finale per 45 a 39 contro gli Usa. Nelle competizioni nazionali arriva 17ª nell'individuale e vince l'oro a squadre mentre, in Coppa Del Mondo, arriva a fine stagione alla seconda posizione dietro solamente a Lee Kiefer; risultato raggiunto anche grazie alle sue due ulteriori vittorie nelle varie tappe di coppa: una medaglia d'oro vinta, nuovamente, a Il Cairo e la seconda, che coincide anche con la sua prima vittoria in un Gran Prix, il 17 maggio a Shanghai. Per quanto riguarda la competizione a squadre della Coppa Del Mondo vincono tre tappe, a Parigi, Tbilisi e Hong Kong oltre che due ulteriori medaglie d'argento che portano l'Italia ad arrivare prima per il terzo anno di fila.

## Palmarès

### Risultati élite
In carriera ha ottenuto i seguenti risultati:
Giochi olimpici
Individuale
-
A squadre
- Argento nel fioretto a Parigi 2024

Mondiali
Individuale
- Bronzo nel fioretto a Milano 2023
- Bronzo nel fioretto a Tbilisi 2025

A squadre
- Oro nel fioretto a Il Cairo 2022
- Oro nel fioretto a Milano 2023
- Bronzo nel fioretto a Tbilisi 2025

Europei
Individuale
- Argento nel fioretto a Plovdiv 2023

A squadre
- Oro nel fioretto ad Adalia 2022
- Oro nel fioretto a Basilea 2024

Giochi europei
Individuale
A squadre
- Oro nel fioretto ad Cracovia 2023

Coppa del mondo
Classifica individuale
- 2023-2024 -  nella classifica generale del fioretto

Classifica a squadre
- 2018-2019 -  nella classifica generale del fioretto
- 2021-2022 -  nella classifica generale del fioretto
- 2022-2023 -  nella classifica generale del fioretto
- 2023-2024 -  nella classifica generale del fioretto

Prove individuali
- 2021-2022 -  (Poznań)
- 2022-2023 -  (Il Cairo, Tbilisi)
- 2023-2024 -  (Il Cairo, Shanghai);  (Torino),  (Parigi, Tbilisi)
- 2024-2025 -  (Tunisi, Torino, Vancouver, Shanghai),  (Il Cairo, Lima (Perù))

Prove a squadre
- 2018-2019 -  (Algeri)
- 2021-2022 -  (S.M. des-Fossés, Tauberbischofsheim);  (Guadalajara),  (Belgrado)
- 2022-2023 -  (Belgrado, Parigi, Il Cairo);  (Plovdiv, Tbilisi)
- 2023-2024 -  (Parigi, Tbilisi, Hong Kong);  (Novi Sad, Il Cairo)
- 2024-2025 -  (Busan, Hong Kong, Il Cairo, Vancouver)

Campionati italiani
Individuale
- Bronzo nel fioretto a Milano 2018
- Bronzo nel fioretto a Cassino 2021

A squadre
- Oro nel fioretto a Courmayeur 2022

- Oro nel fioretto a Cagliari 2024
- Argento nel fioretto a Palermo 2019
- Argento nel fioretto a Cassino 2021
- Argento nella sciabola a Cassino 2021

### Risultati giovani
Giochi olimpici giovanili
Individuale
- Argento nel fioretto a Buenos Aires 2018

A squadre
- Oro nel fioretto misto a Buenos Aires 2018[10].

Mondiali giovani
Individuale
- Argento nel fioretto a Toruń 2019
- Bronzo nel fioretto a Verona 2018

A squadre
Mondiali cadetti
Individuale
- Argento nel fioretto a Verona 2018

A squadre
Europei juniores
Individuale
- Oro nel fioretto a Soči 2018
- Oro nel fioretto a Parenzo 2020
- Bronzo nel fioretto a Foggia 2019

A squadre
- Oro nel fioretto a Foggia 2019
- Argento nel fioretto a Soči 2018
- Argento nel fioretto a Parenzo 2020

Europei cadetti
Individuale
- Argento nel fioretto a Plovdiv 2017
- Bronzo nel fioretto a Soči 2018

A squadre
- Oro nel fioretto a Plovdiv 2017
- Oro nel fioretto a Soči 2018
- Bronzo nel fioretto a Novi Sad 2016

Campionati del mediterraneo giovani
Individuale
- Argento nel fioretto a Marsiglia 2017

A squadre
Campionati del mediterraneo cadetti
Individuale
- Oro nel fioretto a Marsiglia 2017

A squadre